# 田中八洲男
田中 八洲男（たなか やすお、1943年〈昭和18年〉3月21日 - ）は、日本の政治家、元島根県議会議員（5期）、元島根県益田市長（1期）。

## 来歴
島根県出身。東京大学理学部卒。三井東圧化学に入社し、主席部員となる。1996年益田市長選挙に立候補し、現職を破って当選。8月2日に市長に就任。就任直後に市内への私立大学誘致を巡り、市議会と対立した。これにより市議会は市長の田中に不信任案を提出し、市議会は不信任案を可決した。12日に田中は市議会を解散したものの、市議会議員の任期が25日までしかなかったことから市長と同時に改選された新しい市議の任期が13日から繰り上がる珍しい事態となった。2000年に落選。益田市長は1期務める。2003年に島根県議会議員選挙に無所属で立候補し初当選。2007年に再選（自由民主党）。2011年、2015年、2019年と連続で当選した。2017年に副議長に就任。2021年に議長に就任した。2023年に島根県議を引退した。